# Перныйю
Перныйю — река в России, течет по территории Ижемского района Республики Коми. Вытекает из болота Лапъюганюр. Устье реки находится на высоте 18 м над уровнем моря по левому берегу протоки Лапъюга-Шар. Длина реки составляет 18 км.

## Данные водного реестра
По данным государственного водного реестра России относится к Двинско-Печорскому бассейновому округу, водохозяйственный участок реки — Печора от впадения реки Уса до водомерного поста Усть-Цильма, речной подбассейн реки — Печора ниже впадения Усы. Речной бассейн реки — Печора.
Код объекта в государственном водном реестре — 03050300112103000075373.